# Błaziny (gmina)
Błaziny – dawna gmina wiejska istniejąca do 1954 roku w woj. kieleckim. Siedzibą władz gminy były Błaziny.
W okresie międzywojennym gmina Błaziny należała do powiatu iłżeckiego w woj. kieleckim. Po wojnie gmina zachowała przynależność administracyjną. Według stanu z dnia 1 lipca 1952 roku gmina składała się z 11 gromad: Błaziny, Dubrawa, Jasieniec Iłżecki, Koszary, Maziarze, Pakosław, Piotrowe Pole, Prendocin, Rybiczyzna, Seredzice i Seredzice kol.
Jednostka została zniesiona 29 września 1954 roku wraz z reformą wprowadzającą gromady w miejsce gmin. Po reaktywowaniu gmin z dniem 1 stycznia 1973 roku gminy Błaziny nie przywrócono, a z jej dawnego obszaru oraz z obszaru dawnej gminy Krzyżanowice utworzono nową gminę Iłża w tymże powiecie i województwie.